# Arcadio Mas
Arcadio Mas y Fondevila (en catalán: Arcadi Mas i Fondevila) (Barcelona, 12 de noviembre de 1852-Sitges, 31 de enero de 1934) fue un pintor y dibujante español, fundador de la Escuela luminista de Sitges.

## Biografía
Fue hijo de sastre, su padre pronto se dio cuenta de las cualidades artísticas de su hijo y lo matriculó en la escuela de la Lonja, con profesores como Claudio Lorenzale y Antonio Caba. Con veinteaños realizó su primera exposición colectiva en la Sala de la Asociación Artística de Barcelona. En 1873 viajó a Madrid, visitó el Museo del Prado y expuso en la Sala Platería Martínez un cuadro que posteriormente, en 1874, compraría el rey Alfonso XII.
En 1875 ganó la primera beca Fortuny del Ayuntamiento de Barcelona, que le permitió ampliar estudios yendo pensionado a Italia —Venecia, Roma, Nápoles y Capri— entre 1876 y 1886, sin dejar de participar en varias exposiciones colectivas en la Sala Parés de Barcelona.
Durante la estancia en Italia, se familiarizó con la obra de Domenico Morelli, quien influiría en la producción posterior de Mas. De regreso a Cataluña, su amigo Juan Roig y Soler le animó a visitar Sitges, y de este encuentro y conocimiento nació la Escuela Luminista de Sitges, una corriente pictórica que reunió a otros artistas como Joaquim de Miró, Antoni Almirall y Joan Batlle.

Participó en la Exposición Nacional de Bellas Artes de Madrid de 1887, y ganó una medalla por la obra La procesión de Corpus en Sitges. También participó en la Exposición Universal de Barcelona de 1888. En 1895 hizo un viaje a Madrid con Santiago Rusiñol y Zuloaga, y posteriormente otro a Granada con Rusiñol, Miquel Utrillo y Macari Oller, con la intención de ilustrar unos artículos de Rusiñol para La Vanguardia.

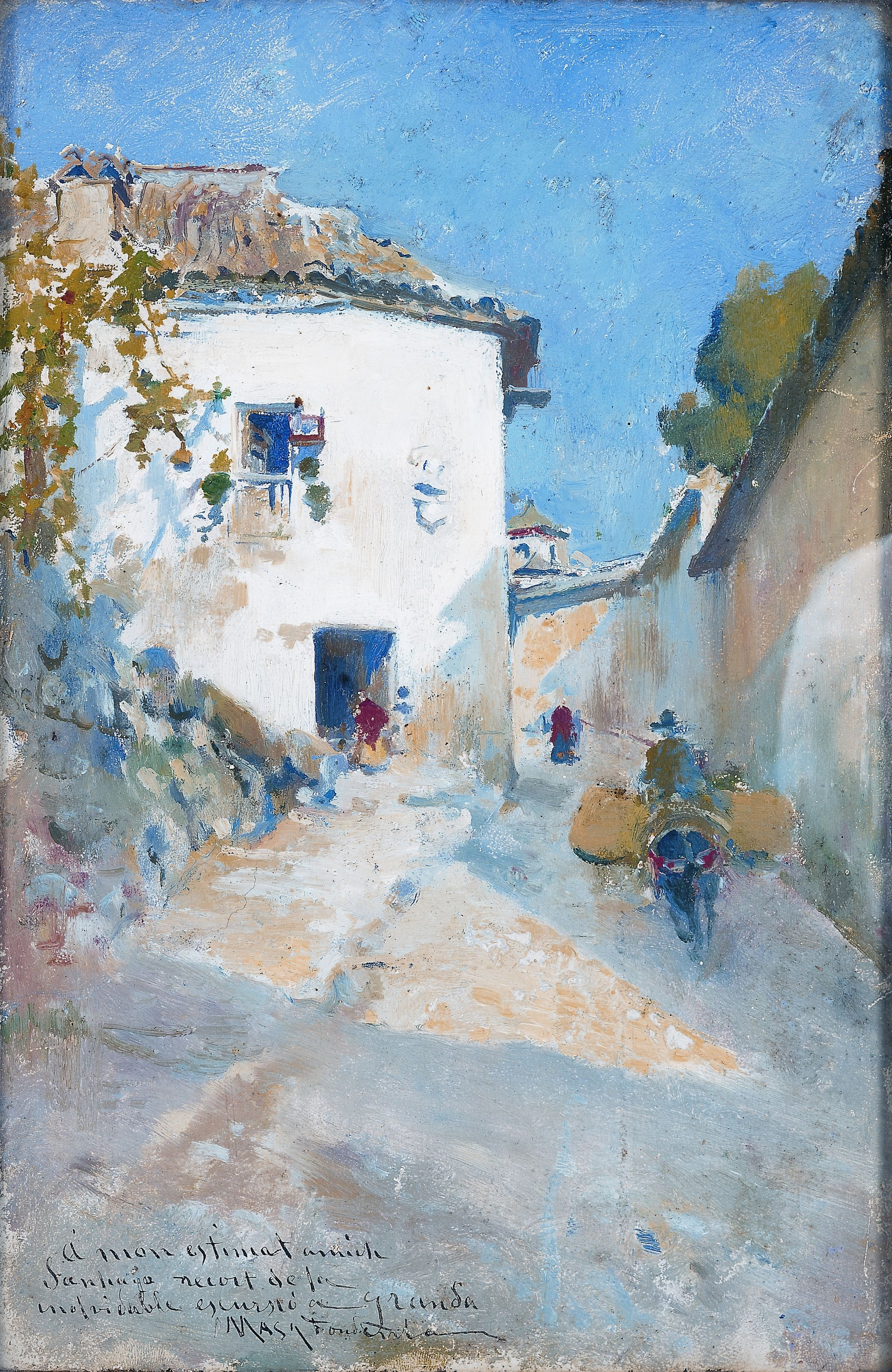
Paisaje de Granada, 1895. Museo Cau Ferrat de Sitges, Barcelona

Mas ganó dos medallas más en las exposiciones de Bellas Artes de Barcelona de los años 1894 (con El lago de Nemi) y 1896 (con Viernes Santo). En 1899 entró a formar parte del Círculo Artístico de San Lucas. En 1900 inauguró el Salón Rovira de Barcelona con su primera exposición individual, que lo consagró como maestro del pastel, una muestra de la popularidad que Mas i Fontdevila tenía es que Picasso había copiado un desnudo suyo de 1895. Es en esta época que Mas colaboró como dibujante en La Ilustració Catalana.
Gracias a un donativo del mecenas americano Charles Deering, pintó en 1913 el tímpano del portal de Santa Catalina de la  iglesia de San Bartolomé y Santa Tecla de Sitges. Actualmente se puede admirar in situ una copia, borrado el original por el paso del tiempo. En 1928 le fue encargado uno de los murales del Salón de Sant Jordi del Palacio de la Generalidad de Cataluña (Reunión del capítulo del Toisón de Oro en el coro de la catedral de Barcelona). En 1932 realizó otra exposición individual, esta vez en la Sala La Pinacoteca.
Con ocasión del quincuagésimo aniversario de su muerte, el Grupo de Estudios Sitgetanos le dedicó una exposición antológica en el Museo Maricel en 1985.

## Obras relevantes
- Carreró italià
- Dama
- Divendres Sant (1896, Biblioteca Museo Víctor Balaguer)
- Estudi (Museo Nacional de Arte de Cataluña. MNAC)
- Fanalets a París
- Tornasols (1922)
- Jardí amb tornasols
- El llac de Nemí (1894, MNAC)
- El monument del Greco (Dibujo, MNAC)
- Passeig del Born (1908  Archivado el 14 de octubre de 2006 en Wayback Machine.)
- Passeig del Born i Santa María del Mar (1908  Archivado el 14 de octubre de 2006 en Wayback Machine.)
- La pesca (Pinacoteca municipal de Sitges, Museo Maricel)
- Playa de pescadores. Maternidad
- Poble granadí (1895, Museo Cau Ferrat)
- La processó de Corpus a Sitges (1887, Colección Arte de la Villa de Sitges. Museo Maricel)
- Processó davant del Pont dels Sospirs
- La processó de Corpus a Sitges (1887, Museo Maricel)
- Altar de la Puríssima (principios del siglo XX, Colección Arte de la Villa de Sitges. Museo Maricel)
- Interior d'església del Vinyet (1925, Colección Arte de la Villa de Sitges, Museo Maricel)
- La pubilleta (Museo Cau Ferrat)
- Retrat d'Antoni Caba (1907, Real Academia Catalana de Bellas Artes de San Jorge )
- Retrato de Pitarra
- Retrato del doctor Robert (sala de sesiones del ayuntamiento de Sitges)
- Sargint les xarxes
- La vendimia (1909)
- Venite, adoremus (1896, Museo de Montserrat  (enlace roto disponible en Internet Archive; véase el historial, la primera versión y la última).)
- Vista de Venècia
- Figura (Museo Víctor Balaguer)

## Premios y reconocimientos
- 1887- Medalla en la Exposición Nacional de Bellas artes de Madrid por La processó de Corpus a Sitges
- 1894- Medalla en la Exposición de Bellas artes de Barcelona por El llac de Nemí
- 1896- Medalla en la Exposición de Bellas artes de Barcelona por Divendres Sant